# نقطة كوشر
نقطة كوشر هي نقطة موجودة في العظم الجبهي يتم من خلالها إدخال المنزح (القسطرة) داخل الجهاز البطيني لتصريف السائل الدماغي الشوكي من القرن الأمامي للبطين الجانبي. تقع هذه النقطة على بعد 2-3 سنتيمترات من خط الوسط وحوالي 11 سم خلف الأنيفي، و10 سم خلف المقطب، ويحرص الطبيب على أن تقع النقطة أمام الدرز الإكليلي بواحد سنتيمتر على الأقل لتجنب إتلاف القشرة الحركية الأولية.